# Шарлотта де Бурбон-Монпансье
Шарлотта де Бурбон-Монпансье (фр. Charlotte de Bourbon-Montpensier; 1546/1547 — 5 мая 1582, Антверпен) — французская аристократка из дома Бурбонов, третья жена штатсгальтера Нидерландов Вильгельма I Оранского, в замужестве — графиня Нассау и княгиня Оранская.

## Биография
Шарлотта была четвёртой дочерью Луи III де Бурбона, герцога де Монпансье, и его супруги, Жаклин де Лонгви, графини Бар-сюр-Сен. Желая оставить все свои земельные владения единственному сыну Франсуа, старый герцог решил отправить своих ещё незамужних дочерей в различные монастыри с тем, чтобы со временем они заняли там руководящие посты (аббтис). Так, Шарлотта попала в монастырь Нотр-Дам де Жуар, которым руководила её родная тётка Луиза. Хотя планировалось, что со временем Шарлотта займёт пост своей аббатисы-тётки, Луиза скончалась достаточно рано, когда девочке только исполнилось 12 лет. Несмотря на то, что Шарлотта не имела ни малейшего желания посвятить себя духовной карьере и, тем более, отказываться от полагавшейся части наследства, она была принуждена родителями принять постриг и в 1559 году была официально утверждена как аббатиса Нотр-Дам де Жуар. Впрочем, приступить к исполнению своих обязанностей она смогла лишь по достижении совершеннолетия в 1565 году.
В отличие от своего отца, с началом Религиозных войн во Франции в 1561 году выступившего на стороне католиков, Шарлотта приняла сторону гугенотов и в 1571 году бежала из монастыря в протестантский Пфальц. Пфальцграф Фридрих III принял её под свою защиту. Весной 1572 года в столицу Пфальца, Гейдельберг, приехал Вильгельм I Оранский, где и познакомился с бывшей монахиней. Через два года он, через личного представителя Филиппа ван Марникса, предлагает ей свою руку и сердце. Свадьба состоялась 12 июня 1575 года в Бриле. Это бракосочетание вызвало непонимание у многих сторонников Вильгельма, так как он, имевший огромные долги, взял в жёны бывшую аббатису, лишённую отцом после бегства из монастыря права на наследство. Серьёзное сопротивление этому браку оказали родственники второй жены Вильгельма, Анны Саксонской. Последняя, хотя и подписала в 1571 году договор о разводе, однако официально ещё с ним разведена не была. По свидетельству современников, женитьба Вильгельма на Шарлотте была вызвана именно взаимной симпатией и духовной близостью, а не политическими либо меркантильными соображениями. Это подтверждает и сохранившаяся переписка между ними.
В последующие годы Шарлотта де Бурбон-Монпансье всячески поддерживала своего мужа в ведении освободительной борьбы против испанского владычества в Нидерландах, выступая как информационным источником и занимаясь сбором сведений о положении в воюющих провинциях, так и являясь связующим звеном между мужем и отдельными отрядами восставших. После покушения на Вильгельма Оранского 18 марта 1582 года, когда её муж был серьёзно ранен, Шарлотта потратила много сил, чтобы поставить своего супруга на ноги. Однако тогда, когда Вильгельм уже выздоравливал, истощившая себя его жена заболела тяжёлой формой воспаления лёгких, в результате чего скончалась. Похоронена в дворцовой церкви Антверпена.

## Семья
За семь лет, проведённых в супружестве с Вильгельмом I Оранским, у Шарлотты де Бурбон-Монпансье родились шесть дочерей:
- Луиза Юлиана (1576−1644), с 1593 замужем за Фридрихом IV Пфальцским
- Елизавета Фландрина (1577−1642), с 1595 замужем за Анри де Ла-Тур д’Овернь, герцогом Бульонским
- Катарина Бельгика (1578—1648), с 1596 замужем за Филиппом-Людвигом II, графом Ханау-Мюнценберг
- Шарлотта Фландрина (1579—1640), аббатиса де Сен-Круа
- Шарлотта Брабантина (1580—1631), с 1598 замужем за Клодом де Ла-Тремуйлем, герцогом де Туар
- Эмилия Секунда Антверпиана (1581—1651), с 1616 замужем за Фридрихом Казимиром, герцогом Пфальц-Цвейбрюккен-Ландсберг.

## Дополнения
- Liesbeth Geevers: Charlotte de Bourbon-Montpensier. в: Digitaal Vrouwenlexicon van Nederland (на нидерландском языке)
- Jane Couchman: Charlotte de Bourbon-Montpensier. в: Dictionnaire des femmes de l’Ancien Régime (на французском языке)